# Лангедок-Руссильон
Лангедо́к-Руссильо́н (фр. Languedoc-Roussillon, окс. Lengadòc-Rosselhon, кат. Llenguadoc-Rosselló) — бывший регион на юге Франции. С 1 января 2016 года является частью региона Окситания. Главный город — Монпелье. Население — 2 670 046 человек (9-е место среди регионов, оценка 2011 г.).

## География
Площадь территории — 27 376 км². Через него протекают реки Эро, Рона.

## История
В результате Альбигойских войн (1209—1229 гг.) Тулузское графство попадает в зависимость от королевства Франция. После смерти последнего графа Тулузского Раймунда VII (1249 г.) управление территориями переходит к его дочери Жанне и её мужу Альфонсу де Пуатье — брату французского короля Людовика IX. Поскольку они умерли бездетными (1271 г.), власть над землями полностью сосредоточилась в руках французских королей.

## Административное деление
Регион включает департаменты Од, Гар, Эро, Лозер, Пиренеи Восточные.

## Население
В Средние века регион был центром окситано-романских языков. Хотя население постепенно перешло большей частью на французский язык, символика региона основана на флагах окситанского и каталанского национальных движений.

## Экономика

### Виноделие
Лангедок-Руссильон является крупнейшим винодельческим регионом Франции. В плане виноделия регион разделен на 2 части — Лангедок и Руссильон. Наибольшее распространение имеют сорта винограда мурведр, гренаш, кариньян и сира.